# Maluenda
Maluenda ist ein Ort und eine Gemeinde (municipio) mit 915 Einwohnern (Stand: 2024) in der Provinz Saragossa der Autonomen Gemeinschaft Aragonien.

## Lage
Der Ort Maluenda liegt am Río Jiloca im Westen Aragoniens in einer Höhe von ca. 580 bis 600 m ü. d. M. etwa 90 km (Fahrtstrecke) südwestlich von Saragossa und nur etwa 8 km südlich von Calatayud.

## Bevölkerungsentwicklung
| Jahr      | 1960 | 1970 | 1981 | 1991 | 2001 | 2008 |
| Einwohner | 1543 | 1405 | 1196 | 1031 | 1001 | 1095 |

Im 19. Jahrhundert lag die Einwohnerzahl des Ortes meist bei über 1.000 Personen; in der ersten Hälfte des 20. Jahrhunderts stieg sie auf maximal 1.900 Personen an. Aufgrund der zunehmenden Mechanisierung der Landwirtschaft ist die Zahl der Einwohner seitdem stetig zurückgegangen.

## Wirtschaft
Die Landwirtschaft bildet seit ihrer Gründung die Lebensgrundlage der Gemeinde; der Ort selbst fungierte als Zentrum für Handel, Handwerk und Dienstleistungen aller Art.

## Geschichte
Auf dem Gemeindegebiet wurden stein- und bronzezeitliche Kleinfunde gemacht; iberische oder keltiberische Funde fehlen jedoch. Aus römischer Zeit stammen zahlreiche Münzfunde (Denare); die Anwesenheit der Westgoten ist nicht belegt. Im 8. Jahrhundert eroberten arabisch-maurische Heere beinahe das gesamte nördliche Spanien; im 10. Jahrhundert entstand auf dem Burgfelsen ein Außenposten des Kalifats von Córdoba, der nach dessen Zerfall (1031) auch vom Taifa-Königreich Saragossa beansprucht wurde.
Im Jahr 1120 eroberte Alfons I. Maluenda für die Christen zurück (reconquista), doch war der Westen Aragoniens auch für das immer stärker expandierende Kastilien interessant, so dass es zahlreiche Konflikte bezüglich seiner politischen und wirtschaftlichen Zugehörigkeit gab. Im Jahr 1363 wurden Burg und Stadt vorübergehend von kastilischen Truppen eingenommen. Die drei imposanten Kirchen entstanden im 15. Jahrhundert und geben Zeugnis von der Blütezeit des Ortes. Im Jahr 1845 zählte der Politiker Pascual Madoz in Maluenda 150 schlecht gebaute Häuser sowie 100 einfache Höhlenwohnungen; außerdem erwähnt er den Anbau von Weizen, Gerste, Wein, Hanf und Gemüse sowie eine Fabrik zur Herstellung von grobem Papier, welches zur Herstellung von Säcken etc. benötigt wurde, und zwei Getreidemühlen.

## Sehenswürdigkeiten

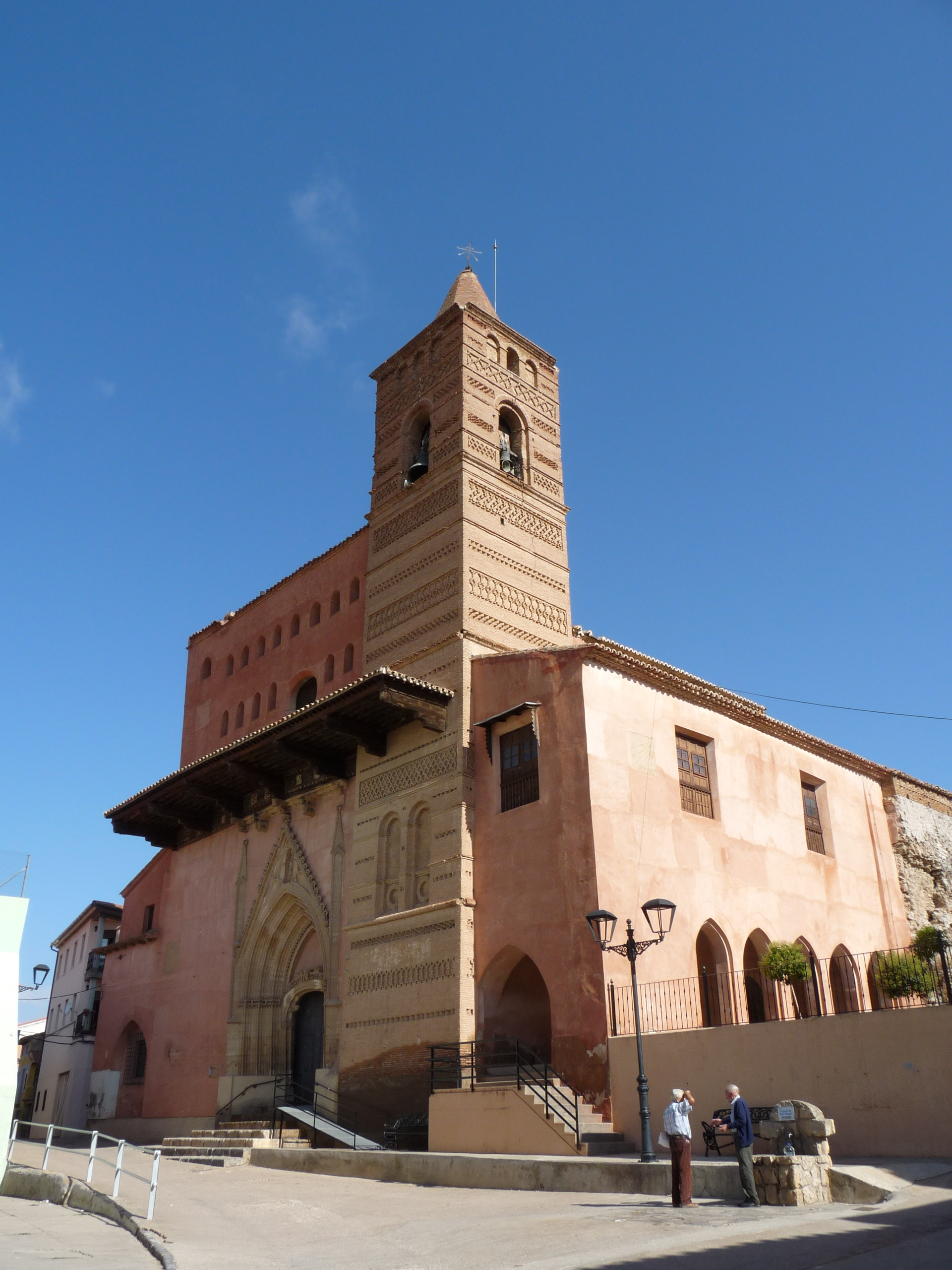
Pfarrkirche Santa María

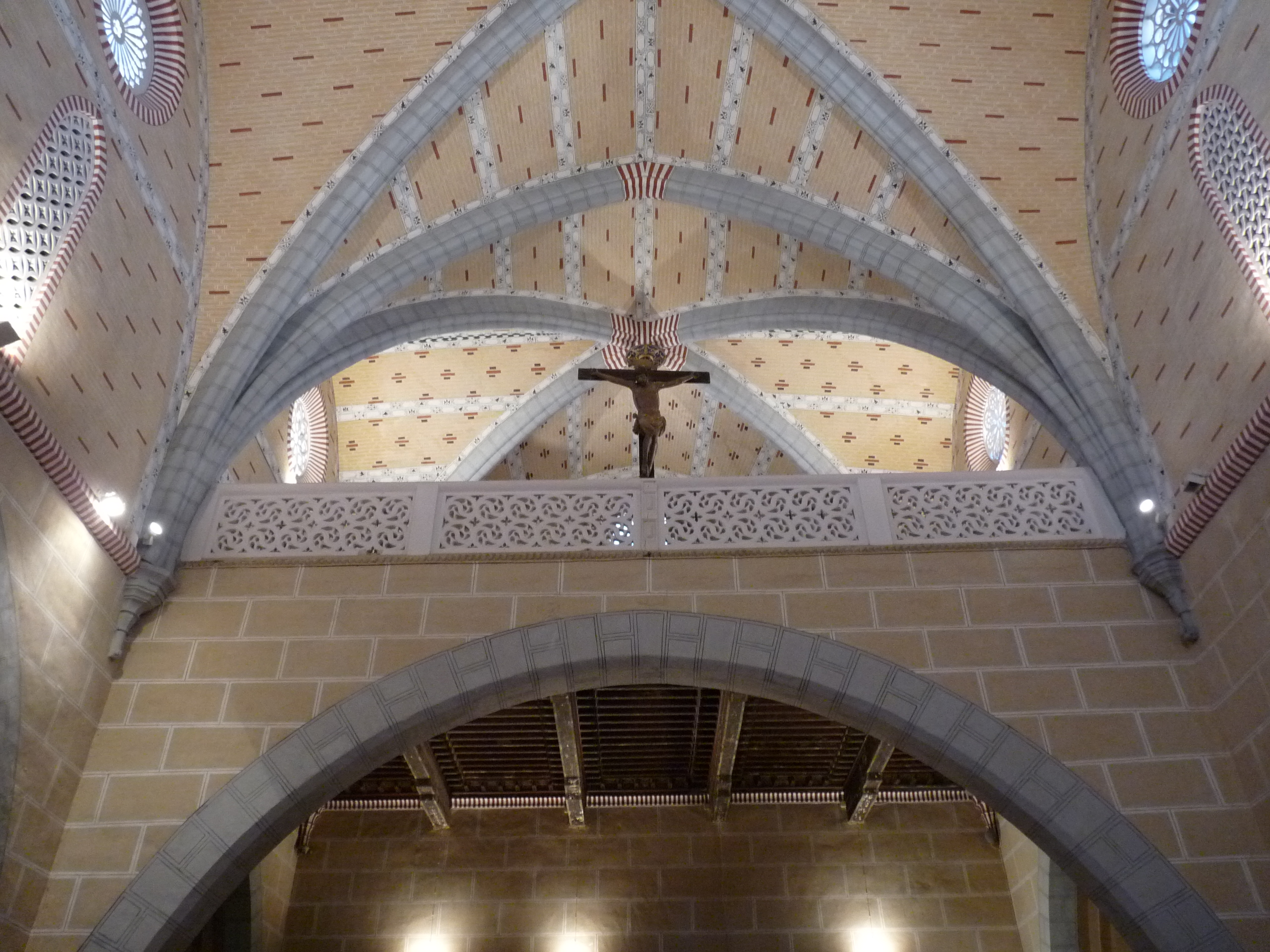
Pfarrkirche Santa María

- Die der Himmelfahrt Mariens geweihte Pfarrkirche des Ortes ist ein Mudejarbau aus größtenteils verputzten Ziegelsteinen; lediglich der imposante Glockenturm zeigt eine reiche Architekturornamentik. Die Südseite der Kirche wurde im 15. oder 16. Jahrhundert um eine arkadengestützte Vorhalle erweitert, deren Holzdecke (alfarje) ehemals bemalt war – Reste der Malereien sind noch erhalten. Hinter dem mit steinernen Masken geschmückten spätgotischen Portal befindet sich ein weiterer Raum mit einer Holzdecke, deren florale und geometrische Malereien noch gut erhalten sind; auch eine arabische Inschrift ist zu sehen – ansonsten sind der gesamte Raum wie auch die Wandflächen und Gewölbezwickel des eigentlichen Kirchenschiffs mit Fugenmalereien versehen.

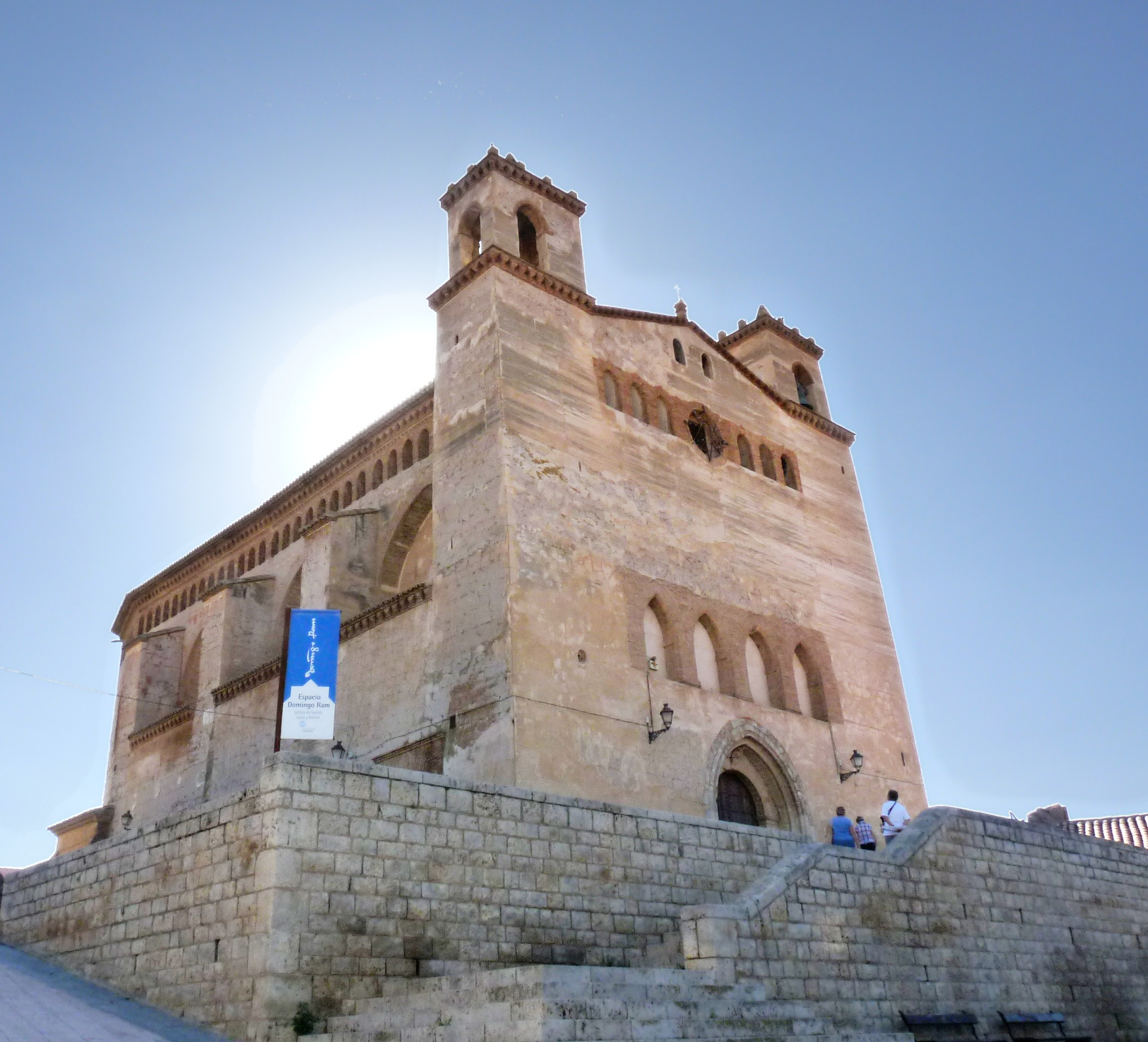
Kirche Santa Justa y Santa Rufina

- Die im frühen 15. Jahrhundert auf einer Anhöhe erbaute Kirche Santa Justa y Santa Rufina ist den beiden frühchristlichen sevillanischen Heiligen Justa und Rufina geweiht, die im mittelalterlichen und frühneuzeitlichen Spanien recht populär waren. Die eher schmucklose Westfassade hat zwei kleine Glockenturmaufsätze; unterhalb der Dachtraufe des Langhauses verläuft ein Wehrgang, der aber auch als architektonisches Gestaltungselement gesehen werden kann. Das in ähnlicher Weise wie die Kirche Santa María mit dekorativen Fugenmalerein bemalte Innere beherbergt ein imposantes Altarretabel aus der Zeit um 1475 mit Szenen aus der Vita der beiden Heiligen.
- Die dem Erzengel Michael geweihte Kirche San Miguel ist in ruinösem Zustand.
- Dasselbe gilt für die auf dem Felsen gelegene Burg. Lediglich der wahrscheinlich ehemals zur Burg gehörende Torre Albarana ist – nach einer Restaurierung zu Beginn des 21. Jahrhunderts – in gutem Erhaltungszustand.